# Journal of Nuclear Cardiology
Journal of Nuclear Cardiology is een internationaal, aan collegiale toetsing onderworpen wetenschappelijk tijdschrift op het gebied van de cardiologie. Het is gespecialiseerd in de cardiologische toepassingen van de nucleaire geneeskunde.
Het tijdschrift wordt uitgegeven door Springer Science+Business Media namens de American Society of Nuclear Cardiology en verschijnt tweemaandelijks.
Het eerste nummer verscheen in 1994.
De naam wordt in literatuurverwijzingen meestal afgekort tot J. Nucl. Cardiol.